# Sataspes infernalis
Espèce
Sataspes infernalis est une espèce de lépidoptères appartenant à la famille des Sphingidae, à la sous-famille des Smerinthinae, à la tribu des Smerinthini et au genre Sataspes.

## Répartition et habitat
Répartition
L'espèce est connue dans le sud-ouest et le nord-est de l'Inde, au Bangladesh, au nord de la Birmanie et au nord de la Thaïlande.

## Description
Le dessus du thorax est jaune, à l'exception d'une bande transversale noire, mal définie. Parfois, le centre du thorax est plus ou moins noir.

## Biologie
Les chenilles se développent sur les espèces des genres Albizia, Dalbergia et Lespedeza.

## Systématique
L'espèce a été décrite par l'entomologiste britannique John Obadiah Westwood en 1847.

### Synonymie
- Sesia infernalis Westwood, 1847 Protonyme
- Sataspes uniformis Butler, 1875